# Epeiromulona colombiensis
Epeiromulona colombiensis är en fjärilsart som beskrevs av William D. Field 1952. Epeiromulona colombiensis ingår i släktet Epeiromulona och familjen björnspinnare. Inga underarter finns listade i Catalogue of Life.